# Квинитадзе, Георгий Иванович
Георгий Иванович Квинитадзе (груз. გიორგი ივანეს ძე კვინიტაძე; 21 августа 1874 — 7 августа 1970) — генерал-майор Российской республики, Генерал от инфантерии грузинской армии. Главнокомандующий грузинской армией во время Советско-грузинской войны, начальник Тифлисского военного училища.

## Биография
Родился 21 августа 1874 года в Дагестане, сын героя Хивинского похода 1873 года полковника Ивана Семёновича Квинитадзе. Образование получил в Тифлисском кадетском корпусе, из которого выпущен 1 сентября 1892 года подпрапорщиком. Затем поступил в Константиновское военное училище, по окончании которого 8 августа 1894 года произведён в подпоручики и назначен в 152-й пехотный Владикавказский полк.
Последовательно получил чины поручика (7 августа 1897 года) и штабс-капитана (7 августа 1901 года). В рядах 9-го Восточно-Сибирского стрелкового полка принимал участие в русско-японской войне, за отличие был награждён орденом св. Станислава 3-й степени с мечами и бантом (в 1905 году) и орденом св. Анны 4-й степени (в 1907 году), а также произведён в капитаны.
По окончании военных действий поступил в Николаевскую академию Генерального штаба, которую окончил в 1910 году по 1-му разряду и был назначен командиром роты в 16-м гренадерском Мингрельском полку. С 1 апреля 1912 года состоял обер-офицером для особых поручений при штабе Кавказского военного округа. 6 декабря того же года награждён орденом св. Анны 3-й степени.
С началом Первой мировой войны принимал участие в военных действиях против турок в Закавказье, за отличие 15 июня 1915 года произведён в подполковники. 25 июня того же года назначен исполняющим должность начальника штаба 4-й Кавказской стрелковой дивизии, 6 декабря 1916 года произведён в полковники. С августа 1917 года — командир 15-го Кавказского стрелкового полка, с осени того же года командовал бригадой в 3-й пехотной дивизии Грузинского корпуса.
За отличие в Эрзерумской операции награждён золотой саблей с надписью «За храбрость» (Приказ по армии и флоту от 31 июля 1917 года) и орденом св. Георгия 4-й степени (Постановление Петроградской Георгиевской думы от 27 сентября 1917 года). В октябре 1917 года произведён в генерал-майоры. Также за отличия во время Первой мировой войны был награждён орденами св. Станислава 2-й степени, св. Анны 2-й степени, св. Владимира 4-й степени.
11 января 1918 года был назначен генерал-квартирмейстером Кавказского фронта, затем заместитель военного министра Закавказской республики. С образованием летом 1918 года грузинской армии Квинитадзе перешёл туда на службу и последовательно занимал должности помощника военного министра, командира 1-й дивизии, генерал-губернатора Абхазии, командующего войсками побережья Чёрного моря, начальника Тифлисского военного училища, главнокомандующего армией Грузии. В феврале—марте 1921 года организовывал сопротивление наступающим частям Красной армии.
В 1921 году, с падением независимости Грузии, эмигрировал в Константинополь, в 1922 году — во Францию.
В эмиграции работал на заводе грампластинок, занимался производством и продажей мацони. Председатель Объединения бывших воспитанников Тифлисского кадетского корпуса, член Союза Российских кадетских корпусов, член Союза Георгиевских кавалеров.
Скончался 7 августа 1970 года в Шату, был похоронен на местном кладбище. В 2021 году останки генерала были перезахоронены в Пантеоне писателей и общественных деятелей Грузии Мтацминда.
В 2013 году посмертно награждён орденом Национального героя.

## Память
После себя Квинитазде оставил мемуары «Мои воспоминания в годы независимости Грузии, 1917—1921» (на русском языке, Париж, 1985; переизданы на грузинском языке в Тбилиси в 1998 году).